# 楊起元 (臨汾)
楊起元（1551年—1610年），字體仁，山西平陽府臨汾縣人，軍籍，明朝政治人物。

## 生平
隆慶四年（1570年）庚午科山西鄉試第十八名舉人，萬曆五年（1577年）中式丁丑科會試第二百八十六名，三甲第一百四十五名進士。官至戶部主事。

## 家族
曾祖楊盛；祖父楊聰，壽官；父楊柳，壽官；母梁氏。具慶下。妻呂氏。兄楊士元、楊應元，弟楊紹元、楊統元。